# Олійник Вадим Клавдійович
Вадим Клавдійович Олійник (* 1922 — † 31 березня 1944) — Герой Радянського Союзу.

## З життєпису
Народився в 1922 р. у с. Велика Клітенка Хмільницького району Вінницької області. Українець. Кандидат у члени КПРС із 1944 р. Спочатку навчасвя в школі с.Велика Клітенка, п'яті-сьомі класи ходив до сусіднього села Кропивна, з восьмого класу навчався в Райгородській середній школі, яку і закінчив 1940р. . Працював у колгоспі. За направленням Іванопільського райкому навчається у Бакинському зенітному військовому училищі.Зі вступом Радянського Союзу в Другу Світові війну, не закінчивши навчання Олійник молодшим лейтенантом пішов на фронт. 2 грудня 1943 року в боях за Таганрог був контужений, у лютому 1944 року – поранений. У Радянській Армії з 1940 р. 

Учасник Великої Вітчизняної війни з 1943 р. Воював на Калінінському, 1-му Білоруському фронтах. Загинув у бою південно-західніше с.Дубово виконуючи завдання в складі зенітної батареї з  протитанкової оборони 31 березня 1944 р. (5 квітня 1944р.?) Похований у м. Ковель Волинської області. Його ім'ям названі вулиці в Ковелі і Хмільнику та Райгородський ліцей.
За зразкове виконання бойових завдань командування на фронті боротьби з німецько-фашистськими загарбниками і виявлені при цьому відвагу і геройство Указом Президії Верховної Ради СРСР від 22 серпня 1944 року командирові 2-ї батареї 1991-го зенітно-артилерійського полку 64-ї зенітно-артилерійської дивізії старшому лейтенантові Олійнику Вадиму Клавдійовичу посмертно присвоєно звання Героя Радянського Союзу.